# عملية أورانوس
عملية أورانوس (بالروسية: Операция Уран، أبراتسيا أوران) كان اسم الشفرة لعملية إستراتيجية سوفيتية في الحرب العالمية الثانية، جرت بين 19 - 23 نوفمبر 1942. أدت العملية إلى تطويق الجيش السادس الألماني والجيشين الثالث والرابع الرومانيين، وقطاعات من جيش الدبابات الرابع الألماني. شكلت العملية جزءًا من معركة ستالينجراد، وكانت تهدف إلى تدمير القوات الألمانية المتمركزة في ستالينجراد وجوارها. بدأ التخطيط للعملية في سبتمبر 1942، وطُورت الخطة بالتوازي مع خطط لحصار وتدمير مجموعة جيش الوسط الألمانية والقوات الألمانية في القوقاز. استغل الجيش الأحمر الاستعداد السيئ للقوات الألمانية لفصل الشتاء، وكذلك حقيقة أن قوات الجيش الألماني كانت ممددة فوق قدرتها بالقرب من ستالينجراد، مستخدمة جنودًا رومانيين لحراسة أجنابها؛ جُهزت نقاط الانطلاق للعملية على طول القطاع من الجبهة الذي يواجه القوات الرومانية. ولم تكن قوات المحور مجهزة بالمعدات القادرة على التعامل مع المدرعات السوفيتية.
نتيجة لطول الجبهة التي تشكلت بعد الهجوم الألماني في الصيف، وفي محاولة للاستيلاء على مدينة ستالينجراد وحقول النفط في القوقاز، كانت القوات الألمانية والقوات الأخرى من دول المحور المشاركة على هذه الجبهة مضطرة إلى حراسة قطاعات تتجاوز ما كان مخططًا لها. وساء الوضع أكثر لقرار القيادة الألمانية إعادة تموضع عدد من الفرق المؤللة من الجبهة السوفيتية إلى أوروبا الغربية. إلى جانب ذلك، استنفذت الوحدات في المنطقة قدراتها بعد أشهر من القتال، خاصة تلك الوحدات التي شاركت في الأعمال القتالية في ستالينجراد. كاحتياطي لتدعيم حلفائهم الرومانيين على أجناب الجيش السادس الألماني، كان لألمانيا فقط فيلق الدبابات 48، الذي كان بقوة فرقة دبابات واحدة، وفرقة قاذفات الدبابات 29. بالمقارنة، نشر الجيش الأحمر مليون فرد للقتال في ستالينجراد وجوارها. لم تكن تحركات القوات السوفيتية من دون مشاكل، إذ برزت صعوبات في إخفاء احتشادهم، كما وصلت القوات متأخرة بصفة متكررة نتيجة لمشاكل لوجستية. تأجلت العملية أورانوس أولًا من 8 إلى 17 نوفمبر، وتأجلت ثانية إلى 19 نوفمبر.
في 07:20 بتوقيت موسكو في 19 نوفمبر، بدأت القوات السوفيتية هجومها على الأجناب الشمالية لقوات المحور في ستالينجراد؛ بدأ الهجوم في الجنوب في 20 نوفمبر. ومع أن القوات الرومانية تمكنت من صد الهجمات الأولى، وبحلول نهاية يوم 20 نوفمبر، كان الجيشان الثالث والرابع الرومانيان في انسحاب كامل، فيما تقدمت القوات السوفيتية متخطية عدة فرق مشاة ألمانية. ولم تكن قوات الاحتياط النقالة الألمانية قادرة على صد رؤوس الجسور المؤللة التي أقامها السوفيت، حيث لم يتوفر لدى الجيش السادس الرد السريع أو الحزم الكافي لرفع الضغط عن القوات المدرعة الألمانية في ستالينجراد وإعادة توجيه هذه القوات لهزيمة التهديد المحدق بالمحور.
مع نهاية 22 نوفمبر، حققت القوات السوفيتية الربط في بلدة كالاخ، محاصرة حوالي 290,000 رجل شرق نهر الدون. وبدلًا من محاولة كسر الحصار، قرر الديكتاتور الألماني أدولف هتلر إبقاء قوات المحور في ستالينجراد وإعادة تموينها جوًّا. في هذه الأثناء، بدأ المخططون العسكريون السوفيت والألمان التخطيط لخطواتهم التالية.

## خلفية
في 28 يونيو 1942، بدأ الفيرماخت هجومه على القوات السوفيتية المقابلة لمجموعة جيش الجنوب، في عملية سُميت العملية الزرقاء. استولت القوات الألمانية على مدينة روستوف، وذلك بعد اختراق القوات السوفيتية بحلول 13 يوليو. بعد سقوط روستوف، قسًَم هتلر القوات الألمانية العاملة في أقصى جنوب جمهورية روسيا الاتحادية الاشتراكية السوفيتية في مسعًى للاستيلاء على كل من ستالينجراد وحقول نفط القوفاز في نفس الوقت. أولي الجيش السادس مهمة الاستيلاء على ستالينجراد، وبدأ هذا الجيش تحركه سريعًا بالتحول تجاه نهر الفولجا وشرع في التقدم معززًا بدعم جوي ثقيل من الأسطول الجوي 4 التابع للوفتفافه. في 7 أغسطس، تمكنت فرقتا دبابات ألمانيتان من تطويق قوة سوفيتية قوامها 50,000 فرد وحوالي 1,000 دبابة وفي 22 أغسطس، بدأت القوات الألمانية عبور نهر الدون لإكمال تقدمها نحو الفولجا. في اليوم التالي بدأت معركة ستالينجراد عندما وصلت طلائع من الجيش السادس ضواحي المدينة.

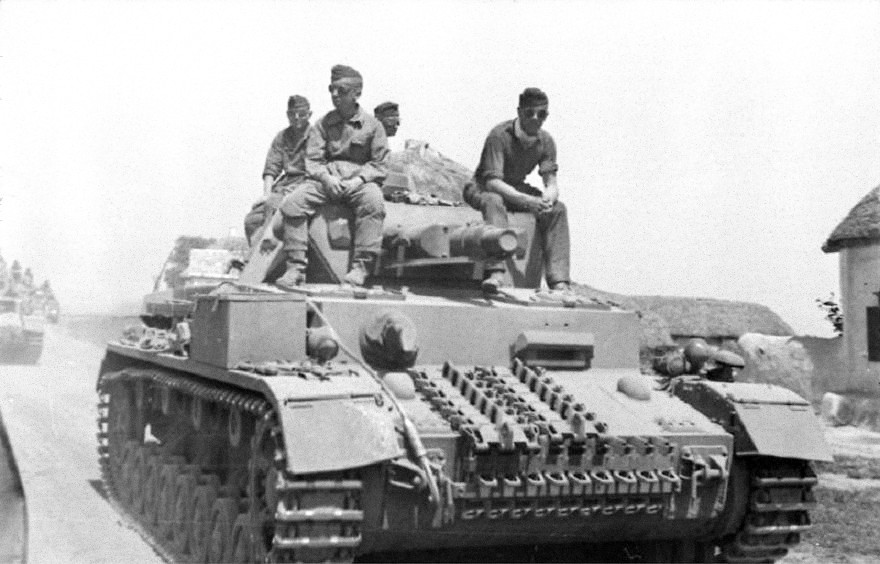
القوات الألمانية تقدمت في الاتحاد السوفيتي في يونيو 1942

بحلول نوفمبر كان الجيش السادس قد احتل معظم ستالينجراد، دافعًا قوات الجيش الأحمر المدافع عن المدينة إلى ضفاف نهر الفولجا. في هذا التوقيت، كانت هناك مؤشرات على هجوم سوفيتي وشيك يستهدف قوات الفيرماخت حول المدينة، وكان من ضمن هذه المؤشرات ازدياد النشاط السوفيتي في مقابلة أجناب الجيش السادس، والمعلومات المتحصل عليها باستجواب الأسرى السوفيت. مع ذلك، كانت القيادة الألمانية عازمة على إكمال عملية الاستيلاء على ستالينجراد. ومن الجدير بالذكر أن رئيس هيئة أركان الجيش الجنرال فرانز هالدر عُزل من منصبه في سبتمبر بعدما حاول جاهدًا التحذير من الخطر الذي يتطور على الأجناب الممدة للجيش السادس وجيش الدبابات الرابع. مع بدايات سبتمبر، بدأت ستافكا (القيادة العسكرية العليا السوفيتية) التخطيط لسلسلة من الهجمات المضادة الهادفة إلى حصار وتدمير القوات الألمانية في الجنوب، وكان القتال مخطط ليكون في ستالينجراد وفي القوقاز، وضد مجموعة الجيش الوسطى. آلت قيادة الجهود السوفيتية لاستعادة ستالينجراد إلى الجنرال ألكسندر فاسيليفسكي.
طورت ستافكا عمليتين رئيسيتين لتنفيذهما ضد قوات المحور بالقرب من ستالينجراد، وكان اسم العمليتين أورانوس والمشترى، وجرى التخطيط أيضًا لعملية المريخ الهادفة إلى الاشتباك مع مجموعة جيوش الوسط الألمانية في مسعًى لإحارة التعزيزات ولإصابة القوات الألمانية بأكبر قدر ممكن من الدمار. تضمنت عملية أورانوس استخدام قوات كبيرة من المشاة والوحدات المؤللة للإحاطة بالألمان وقوات المحور الأخرى التي تتمركز مباشرة حول ستالينجراد. مع بدأ التحضيرات للعملية الهجومية، كانت نقاط انطلاق الهجوم موضوعة على قطاعات من الجبهة في مؤخرة الجيش السادس الألماني، ما يمنع الألمان على نحو كبير من تعزيز هذه القطاعات بسرعة حيث كانت وحدات المحور ممددة بما لا يسمح لها باحتلال مواقعها بكفاءة. كان الهجوم تطويقًا مزدوجًا؛ القوات السوفيتية المؤللة تخترق في عمق مؤخرة القوات الألمانية، فيما سيُنفَذ هجوم آخر بالقرب من الجيش السادس الألماني لمهاجمة الوحدات الألمانية مباشرة في المؤخرة. فيما قام الجيش الأحمر باستعداداته، استمرت القيادة العسكرية الألمانية في إنكارها احتمال وقوع هجوم سوفيتي وشيك، متأثرة بالاعتقاد بأن الجيش الأحمر، الذي يحتشد في مقابل مجموعة جيوش المركز الألمانية، كان غير قادر على شن هجوم في نفس الوقت في الجنوب.

## مقارنة القوات

### قوات المحور
تضمنت العملية الزرقاء قوات ألمانية وقوات أخرى من المحور انتشرت على جبهة طولها 480 كيلومتر بعمق عدة مئات من الكيلومترات، وأدى قرار احتلال ستالينجراد إلى مد رقعة انتشار القوات أكثر بسحب جزء منها باتجاه الشرق. على سبيل المثال، كان الجيش السادس يدافع على خط بطول 160 كيلومتر، فيما كان متورطًا في عملية هجومية على طول 400 كليومتر. كانت مجموعة الجيوش ب، التي انفصلت عن مجموعة جيوش الجنوب (القوات التي عملت في القوقاز سميت مجموعة الجيوش أ)، كانت قوية على الورق: ضمت الجيشين الثاني والسادس الألمانيين، والجيش الرابع للدبابات، والثالث والرابع الرومانيين، والثامن الإيطالي والثاني المجري. تضمنت مجموعة الجيوش ب فيلق الدبابات 48، الذي كان بقوة فرقة دبابات مضعفة، وضمت مجموعة الجيوش أيضًا فرقة مشاة واحدة كاحتياط. في الغالب، كانت الأجناب الألمانية محمية بواسطة الجيوش الحليفة غير الألمانية، فيما كان دور القوات الألمانية أن تتقدم العمليات في ستالينجراد وفي القوقاز.
عبر أدولف هتلر عن ثقته في قدرة وحدات المحور غير الألمانية على حماية أجناب القوات الألمانية، إلا أن الحقيقة كانت خلاف ذلك، فقد اعتمدت هذه الوحدات على معدات متقادمة في الغالب ومدفعية تجرها الخيول، وقد أثرت المعاملة السيئة للأفراد المجندين من قبل الضباط على المعنويات. وفيما يتعلق بالوحدات المؤللة، ضمت الفرقة الأولى المدرعة الرومانية حوالي 100 دبابة بانزر 35، المزودة بمدفع عيار 37 ملم، وهو مدفع غير فعال ضد تدريع دبابات تي-34 السوفيتية. كذلك كان المدفع باك 36 المضاد للدبابات متقادمًا وكانت الوحدات منه ناقصة الذخيرة. أرسل الألمان مدافع عيار 75 ملم للرومانيين؛ وُزعت 6 مدافع لكل فرقة. امتدت هذه الوحدات على قطاعات كبيرة من الجبهة؛ وكمثال، احتل الجيش الثالث الروماني خطًّا طوله 140 كلم، فيما كان على الجيش الرابع الروماني حماية خط لا يقل طوله عن 270 كلم. كان الإيطاليون والمجريون متمركزين على الدون غرب الجيش الثالث الروماني، لكن القادة الألمان لم يكونوا على ثقة بقدرة هذه الوحدات على القتال.
بشكل عام، لم تكن القوات الألمانية بحال أفضل؛ فقد أصابها الوهن بعد أشهر من القتال ضد الجيش الأحمر، وبينما عملت ستافكا على تكوين جيوش جديدة، كان أمل القيادة الألمانية في مجرد الإبقاء على وحداتها المؤللة المتوفرة لديها في الميدان. إلى ذلك، وخلال مسار الهجوم الألماني بين مايو ونوفمبر 1942، نُقلت فرقتان مؤللتان من النخبة، لايبشتاندرته وجروسدويتشلاند، توجهت الفرقتان إلى الغرب لتوفير احتياطي مؤلل في حال إنزال الحلفاء في فرنسا. تكبد الجيش السادس خسائر ملحوظة في الأرواح خلال القتال في ستالينجراد. وفي بعض الأحيان، كما هو الحال مع فرقة الدبابات 22، لم تكن المعدات بحال أفضل عما كان متوفرًا للفرقة الأولى المدرعة الرومانية. كذلك كانت التشكيلات الألمانية ممدة على قطاعات كبيرة من الجبهة؛ كان على فيلق الجيش الحادي عشر أن يدافع عن جبهة طولها 100 كلم.

### القوات السوفيتية
خصص الجيش الأحمر للعملية ما يصل إلى 1,100,000 فرد، و804 دبابة، و13,400 قطعة مدفعية وما يزيد عن 1000 طائرة. في مقابل الجيش الثالث الروماني، وضع السوفيت جيش الدبابات 5، بالإضافة إلى ى ى الجيشين 21 و65، بهدف اختراق واكتساح الأجناب الألمانية. استُهدفت الأجناب الجنوبية الألمانية بواسطة جيشي جبهة ستالينجراد 51 و57، الذين تقدمهما الفرقتان المؤللتان 13 و4؛ وهؤلاء سيخترقون الجيش الرابع الروماني، بهدف الالتحام مع جيش الدبابات 5 بالقرب من بلدة كالاخ. وفي المجموع، حشد السوفيت 1 جيشًا وعدد من فرق وأفواج الدبابات المستقلة.
لم تكن التحضيرات للعملية كاملة؛ في 8 نوفمبر، أصدرت ستافكا أمرًا بتأجيل انطلاق العملية، بسبب التأخيرات في أعمال النقل التي منعت الكثير من الوحدات من الوصول إلى مواقعها المخطط لها. في هذه الأثناء، أجرت وحدات الجبهة عددًا من المناورات الحربية للتدريب على صد الهجوم المضاد واستغلال اختراقات القوات المؤللة. وكانت هذه التحركات مغطاة بخطة خداعية سوفيتية، تضمنت تقليل الاتصالات باستخدام الراديو، والتمويه، والأمن العملياتي، واستخدام السعاة للاتصالات بدلًا من الراديو، والخداع النشط، ومن مثل ذلك زيادة حركة القوات حول موسكو. أُمر الجنود بإنشاء تحصينات دفاعية، لإعطاء الألمان انطباعًا خاطئًا عن النوايا السوفيتية، كما وُضعت جسور زائفة لتحويل الانتباه عن الجسور الحقيقية التي تشيد على نهر الدون. زاد الجيش الأحمر أيضًا من هجماته على مجموعة جيوش المركز وأقام تشكيلات زائفة بهدف إشاعة فكرة وقوع هجوم سوفيتي وشيك على القوات الألمانية في وسط أرض الاتحاد السوفيتي.
تعرضت قوات جبهة ستالينجراد السوفيتية لقصف ثقيل، ما جعل التعبئة أكثر صعوبة. كان هناك 38 كتيبة مهندسين مسؤولة عن إيصال الذخيرة ونقل الأقراد والدبابات عبر نهر الفولجا فيما كان عليها أيضًا تنفيذ أعمال استطلاع بسيطة على طول قطاعات الجبهة التي ستتحول إلى نقاط اختراق في الهجوم الوشيك. وفي خلال ثلاثة أسابيع، نقل الجيش السوفيتي حوالي 111,000 جندي، و420 دبابة و556 قطعة مدفعية فوق الفولجا.
في 17 نوفمبر، استُدعي الجنرال فاسيليفسكي إلى موسكو وعُرضت عليه رسالة موجهة إلى ستالين، كتبها الجنرال فولسكي، قائد الفرقة المؤللة 4، يطلب فيها إلغاء الهجوم. اعتقد فولسكي أن الهجوم كما هو مخطط له محكوم عليه بالفشل نتيجة لحالة القوات المخصصة للعملية؛ واقترح تأجيل الهجوم ووضع خطة جديدة تمامًا له. لم يحصل العديد من الجنود السوفيت على ملابس شتوية، ومات الكثير منهم من البرد القارص، «نتيجة للسلوك غير المسؤول من القادة». ومع أن أجهزة المخابرات السوفيتية حاولت جمع أكبر قدر ممكن من المعلومات حول حالة قوات المحور التي يواجهها الجيش الأحمر، لم تتوفر الكثير من المعلومات حول حالة الجيش السادس الألماني. تجاوز القادة السوفيت فاسيليفسكي، متفقين على أن الهجوم لا يمكن إلغاؤه، واتصل ستالين شخصيًّا بفولسكي، وكرر هذا الأخير تأكيد نيته تنفيذ الهجوم إذا تلقى أمرًا بذلك.

## الهجوم السوفيتي
بعد تأجيل عملية أورانوس أول مرة في 17 نوفمبر، تأجلت مرة ثانية لمدة يومين بعد أن أُخبر الجنرال جوكوف بأن الوحدات الجوية المخصصة للعملية غير مستعدة بعد؛ وانطلقت العملية أخيرًا في 19 نوفمبر. وبعد وقت قصير من 5 صباحًا، اتصل الملازم جيرهارد شتوك، وكان مركزه مع فرقة الجيش الخامسة الرومانية في قطاع كليتسكايا، اتصل بمقر الجيش السادس مقدمًا معلومات عن هجوم وشيك قد يحدث في الساعة 05:00 هذا الصباح؛ إلا أن اتصاله كان بالفعل بعد الساعة الخامسة وكانت الإنذارات الكاذبة شائعة في هذا الوقت، ما جعل الضابط المناوب على الجانب الآخر غير مهتم بإيقاظ رئيس أركان الجيش، الجنرال أرثر شميدت. ومع أن القادة السوفيت اقترحوا تأجيل القصف بسبب ضعف الرؤية الناتج عن الضباب الكثيف، أمرت قيادة الجبهة بمتابعة العملية. في 07:20 بتوقيت موسكو (05:20 بتوقيت ألمانيا)، تلقى قادة المدفعية السوفيت كلمة السر «سارينة»، فبدأ قصف مدفعي استمر 80 دقيقة وُجه بكامله ضد وحدات المحور غير الألمانية التي تحمي أجناب القوات الألمانية. ضرب نحو 3,500 مدفع نيرانهم ضد الجيش الثالث الروماني والمنطقة الشمالية من أجناب الجيش السادس. ومع أن الضباب الكثيف منع المدفعية السوفيتية من تصحيح نيرانها، كان التدريب والقياس المسبق عاملين جعلا النيران السوفيتية تسقط دقيقة على مواقع العدو عل طول الجبهة. وكان التأثير هائلًا، قُطعت خطوط الاتصالات، ودُمرت مخازن الذخيرة ومراكز المراقبة الأمامية. العديد من الجنود الرومانيين الناجين من القصف تقهقروا إلى المؤخرة. وهؤلاء أصابتهم النيران اللاحقة للمدفعية السوفيتية التي وُجهت نحو مواقع المدفعية الرومانية، كما لحقتهم نيران تشكيلات النسق الثاني للقوات السوفيتية.

### ضد الجيش الثالث الروماني: 19 نوفمبر
بدأ الهجوم ضد الجيش الثالث الروماني في 08:50؛ وقاده الجيشان 21 و65 السوفيتيان وجيش الدبابات 5. صد المدافعون الرومانيون أول موجتين من الهجوم، وجعل القصف المدفعي السوفيتي الوضع أكثر صعوبة بالنسبة للمدرعات السوفيتية أثناء عبورها خلال حقول الألغام. في النهاية، انهار الدفاع الروماني لعدم توفر المدفعية المضادة للدبابات؛ وقد تحقق اختراق لفيلق الدبابات 4 وفيلق الحرس الخيالة 3 في الظهيرة. تبع ذلك سريعًا اختراق جيش الدبابات 5 للفيلق الروماني الثان، ولحقه فيلق الخيالة الثامن. وفي الوقت الذي كانت فيه المدرعات السوفيتية تكتسح مواقع المدفعية الألمانية والرومانية وتواصل طريقها بالاعتماد على البوصلة وسط الضباب الكيف، تراجعت ثلاث فرق مشاة رومانية على نحو فوضوي؛ جرى الالتفاف على الجيش الروماني الثالث من جهتي الشرق والغرب، تعذر على مقر قيادة الجيش السادس توجيه الأوامر لفرقتي الدبابات 6 و24، المشتبكتين في ستالينجراد، إلى أن يعيدا توجيه قوتهما لتعزيز الدفاعات الرومانية؛ وبدلًا من ذلك أسندت هذه المهمة إلى فيلق الدبابات 48 الذي كان مضعفًا بشدة وكانت تجهيزاته غير كافية.
كان لدى فيلق الدبابات 48 أقل من 100 دبابة حديثة عاملة لمواجهة المدرعات السوفيتية. إلى جانب ذلك، كان هناك نقص في الوقود، ودفع نقص الدبابات القادة إلى ضم أطقم الدبابات في جماعات مشاة؛ فرقة الدبابات 22 التي كانت جزءًا من الفيلق تدمرت بالكامل في القتال الجاري. عند بدأ القتال كان هناك أقل من 30 دبابة في فرقة الدبابات 22، وخرجت الفرقة بأقل من جماعة دبابات. الفرقة الأولى المدرعة الرومانية، الملحقة بفيلق الدبابات 48، اشتبكت مع فيلق الدبابات السوفيتي 26، وذلك بعد أن فقدت الاتصال مع قادة فيلق 48 الألمان، وهُزمت الفرقة في 20 نوفمبر. فيما واصل السوفيت تقدمهم جنوبًا، عانت أطقم الدبابات السوفيتية من العاصفة الثلجية التي كانت تزداد سوءًا حينها، والتي أثرت على الرجال والمعدات، وحجبت رؤية الأهداف. ولم يكن من غير المعتاد أن تفقد الدبابات على الأرض، أو أن يكسر أحد أفراد الطاقم إحدى ذراعيه داخل قمرة الدبابة. كذلك، قاطعت العاصفة الثلجية أعمال التنسيق في فيلق الدبابات 48 الألماني.
عُد الجيش الثالث الروماني مهزومًا مع نهاية يوم 19 نوفمبر. تمكن الجيشان 21 وجيش الدبابات 5 من أسر 27,000 أسير حرب روماني، ما يشكل 3 فرق، ثم واصل الجيشان تقدمهما جنوبًا. قامت القوات المدرعة السوفيتية باستغلال هذا الاختراق، وقطعت الاتصالات بين الرومانيين والجيش الثامن الإيطالي، ومنعت أي هجوم مضاد على الأجناب السوفيتية. بينما عملت القوات الجوية السوفيتية على اقتناص الجنود الرومانيين المتراجعين بالمدافع الرشاشة، لم تتعرض لها القوات الجوية الألمانية (لوفتفافه) إلا بمجهود ضعيف. وأتاح انسحاب الفرقة الأولى المدرعة الرومانية، التي كانت متمركزة على أجناب فرقة المشاة الألمانية 376، أتاح للجيش 65 السوفيتي اختراق الدفاعات الألمانية. وبينما بدأت القوات الألمانية في الرد مع نهاية يوم 19 نوفمبر، كان هناك هجوم آخر يتطور على أجناب الجيش السادس في الجنوب.

### في مواجهة الجناح الألماني الجنوبي: 20 نوفمبر
في الصباح الباكر من يوم 20 نوفمبر، اتصلت ستافكا هاتفيًّا بقائد جبهة ستالينجراد الجنرال أندريه يريمنكو، سألت القيادة عما إذا كان القائد سيقوم بدوره في الهجوم في الوقت المحدد، في الساعة 08:00. وقد جاء رده بأنه سيقوم بذلك فقط إذا انقشع الضباب؛ انطلقت قذائف المدفعية من الجيش 51 في التوقيت السابق ذكره لأن القيادة لم تستطع الاتصال بالفرقة، إلا أن بقية القوات تلقت أوامر بتأجيل الهجوم حتى 10:00. اشتبك الجيش 51 مع الفيلق 6، وأسر منه عددًا كبيرًا من الرجال. وحينما انضم الجيش 57 إلى الهجوم في 10:00، كان الوضع قد تطور إلى أن كان بمقدور جبهة ستالينجراد الدفع بفيالقها المدرعة إلى المعركة. لم تستطع القوات الرومانية المساندة للفرقة 297 مشاة الألمانية أن تتصدى لهجوم الجيش الأحمر. في مقابل ذلك، أدى الارتباك وفقدان السيطرة إلى تعثر الفيلقين السوفيتيين 4و13 حينما بدءا استغلال الاختراقات التي تحققت مع الهجوم الافتتاحي.
جاء الرد سريعًا من الألمان إذ دفعوا قواتهم الاحتياطية الوحيدة في المنطقة، فرقة المشاة 29. ومع تحقق بعض النجاحات الأولية ضد القوات المدرعة السوفيتية، دفع الانهيار الروماني الفرقة الألمانية إلى إعادة التموضع مرة أخرى لتعزيز الدفاعات في الجنوب. كلف الهجوم المضاد لفرقة المشاة 29 الألمانية الجانب السوفيتي حوالي 50 دبابة، وبسبب هذا الهجوم المضاد أصبح القادة السوفيت أكثر قلقًا على سلامة الجناح الأيسر لقواتهم. في نهاية اليوم، ومع إعادة الانتشار الثانية للفرقة 29 مشاة الألمانية، لم يعد يفصل بين القوات السوفيتية المتقدمة ونهر الدون سوى فوج الخيالة السادس الروماني.

## استمرار العمليات: 20-23 نوفمبر
بينما شنت جبهة ستالينجراد هجماتها في 20 نوفمبر، استمر الجيش 65 السوفيتي في الضغط على الفيلق 11 الألماني على طول الجهة الشمالية من أجناب الجيش السادس. وتقدم فيلق 4 دبابات التابع للجيش الأحمر إلى ما وراء الفيلق 11 الألماني، فيما اشتبك فيلق 3 الحرس الخيالة مع وحدات المؤخرة الألمانية. وبدأت الفرقة 376 مشاة الألمانية والفرقة 44 النمساوية في إعادة الانتشار لمواجهة العدو القادم من المؤخرة، لكن إعادة الانتشار هذه أعاقها نقص الوقود. تمكن فوج الدبابات المتبقي بالفرقة 14 دبابات من تدمير فوج مهاجم تابع للفيلق 3 حرس الخيالة، لكن مدفعية الفوج الألماني تضررت كثيرًا بعد اكتساح القوات السوفيتية. وفي نهاية اليوم كان فيلق 1 دبابات السوفيتي يطارد الفيلق 48 دبابات المنسحب، فيما استولى فليق 26 دبابات السوفيتي على بلدة برلازفسكي التي تبعد مسافة 130 كلم شمال شرق ستالينجراد.
استمر هجوم الجيش الأحمر إلى 21 نوفمبر، حققت قوات جبهة ستالينجراد اختراقات تصل إلى 50 كلم. وفي هذه المرحلة من القتال، كانت القوات الرومانية المتبقية في الشمال تتعرض للتدمير في معارك منفصلة، بينما بدأ الجيش الأحمر في الاشتباك مع أجناب الجيش الرابع دبابات والجيش السادس الألمانيين. الفرقة 22 دبابات الألمانية حاولت القيام بهجوم قصير مضاد، إلا أن قوتها كانت بالكاد تتجاوز قوة سرية دبابات واحدة وأُجبرت الفرقة على الانسحاب في الاتجاه الجنوبي الغربي. وبعد أن دمر جزءًا كبيرًا من الفرقة الأولى المدرعة الرومانية، استمر جيش الدبابات 26 السوفيتي في التقدم بالاتجاه الجنوبي الشرقي، متفاديًا الاشتباك مع وحدات العدو التي تجاوزها، مع أن الفيلق الخامس الروماني كان قد تمكن من تجهيز دفاع على عجل أملًا في تعزيز لاحق من الفيلق 48 دبابات الألماني. في هذا اليوم تلقى الجنرال الألماني فريدريش باولوس تقارير تفيد باحتشاد السوفيت على مسافة أقل من 40 كلم من مقره، وأفادت التقارير بعدم توفر متبقية لصد الهجوم السوفيتي. في الجنوب، وبعد توقف قصير، واصل الفيلق 4 المؤلل السوفيتي تقدمه شمالًا، مكتسحًا الوحدات الألمانية في عدة بلدات على الطريق إلى ستالينجراد. وبينما كانت القوات الألمانية في ستالينجراد وجوارها في خطر، أمر هتلر القوات الألمانية في المنطقة باتخاذ وضع دفاعي وأصبحت القوات في منطقة الدون والفولجا يشار إليها باسم حصن ستالينجراد، عنى ذلك عدم السماح للقوات الألمانية بمحاولة فك الحصار. أصبحت قوات الجيش السادس ووحدات أخرى للمحور ومعظم الجيش الرابع دبابات الألماني واقعة جميعًا داخل الطوق السوفيتي المتنامي. استطاعت الفرقة 16 مشاة الألمانية الهرب من التطويق. أما الجيش الرابع الروماني، فقد تمكنت معظم وحداته من الإفلات من التدمير لسوء الاتصال بين وحدات الجيش الأحمر أثناء تقدمها في الاتجاه الجنوبي الشرقي.
في 22 نوفمبر، بدأت القوات السوفيتية في عبور نهر الدون مكملة تقدمها باتجاه مدينة كالاخ. القوات الألمانية المدافعة عن هذه المدينة، وكان أغلبها من وحدات الصيانة والإمداد، لم تكن على علم بالهجوم السوفيتي حتى 21 نوفمبر، وحتى بعد معرفتها لم يكن حجم القوة السوفيتية المهاجمة معلومًا. أُسندت مهمة الاستيلاء على جسر كالاخ إلى فيلق الدبابات 26 السوفيتي، واستخدم هذا الفيلق دباباتين ألمانيتين ومركبة استطلاع للاقتراب من الجسر وإطلاق النار على الحرس. وصلت القوات السوفيتية إلى البلدة في منتصف النهار وأجبرت المدافعين على الخروج منها، ما سمح بربط الفيلقين 26 و4 دبابات مع الفيلق المؤلل الرابع القادم من الجنوب. واكتمل تطويق القوات الألمانية في ستالينجراد في 22 نوفمبر 1942. في هذا اليوم، واصلت القوات السوفيتية القتال ضد جيوب للمقاومة الرومانية، كان الفيلق الخامس الروماني أحد المشاركين فيها.
استمر القتال في 23 نوفمبر حيث حاول الألمان بغير جدوى تنفيذ هجمات مضادة صغيرة لكسر الحصار. وبحلول ذلك الوقت، اتجه أفراد وحدات المحور إلى الشرق باتجاه ستالينجراد لتفادي الدبابات السوفيتية، فيما اتجه الهاربون من التطويق إلى الغرب باتجاه وحدات ألمانية ووحدات أخرى للمحور.

## ما بعد العملية
أدت عملية أورانوس إلى تطويق ما بين 200,000 إلى 300,000 فرد من قوات المحور في منطقة تمتد مسافة 50 كلم من الشرق للغرب و40 كلم من الشمال للجنوب. ضم الجيب أربعة فيالق من المشاة، وفيلق بانزر تابع للجيش الرابع بانز والجيش السادس والعناصر الناجية من فرقتين رومانيتين وفوج مشاة كرواتي ووحدات أخرى متخصصة. القطع العسكرية المحاصرة كانت 100 دبابة و2000 قطعة مدفعية وهاونات و10,000 عربة نقل. كانت هناك الكثير من الخوذات والأسلحة والمعدات الأخرى المدمرة على الطريق إلى ستالينجراد، خلفتها قوات المحور المنسحبة إلى المدينة على جانب الطريق. الجسور الممتدة على نهر الدون أصبحت مزدحمة إذ سعت قوات المحور الناجية إلى شق طريقها شرقًا نحو ستالينجراد في ظل الطقس البارد، في محاولة للهرب من عناصر المشاة والمدرعات السوفيتية التي تهدد بقطع الطريق إلى ستالينجراد. العديد من جنود المحور المصابين تعثروا وديس عليهم بالأقدام، وسقط العديد من الرجال غرقى بعد محاولتهم السير على أرض ثلجية. وامتلأت القرى الروسية بالجنود الجائعين الباحثين عن الطعام، ونُهبت العديد من مخازن المؤن بحثًا عن الأطعمة المعلبة. عبر آخر المنسحبين نهر الدون بحلول 24 نوفمبر، وقام هؤلاء بهدم الجسور لتخليص الجيش الرابع بانزر والجيش السادس من تعقب السوفيت في ستالينجراد.
في ظل الفوضى الناشئة، شرع الجيش السادس في بناء خطوط دفاعية، لكن البناء أعاقه نقص الوقود والذخيرة والحصص الغذائية بالإضافة إلى الشتاء الروسي القادم. وأوكلت إلى الجيش السادس مهمة سد فجوات في الخط الدفاعي تسبب بها تقهقر وتدمير القوات الرومانية. في 23 نوفمبر، قامت بعض القوات الألمانية بتدمير كل ما هو غير ضروري لعملية خرق الحصار وبدأت في الانسحاب باتجاه الجانب الشمالي من ستالينجراد. تمكن الجيش 62 السوفيتي من تدمير الفرقة 94 مشاة الألمانية على أرض مفتوحة، وذلك بعد مغادرة الألمان مخابئهم الشتوية، وانضم الناجون من الفرقة إلى فرقتي بانزر 16 و24. ومع أن القادة العسكريين الألمان رأوا أن على القوات المحاصرة السعي إلى كسر التطويق، أمر هتلر بالتمسك بالمواقع الحالية للقوات المحاصرة وإعادة تزويد الجيش السادس جوًّا. كان من الضروري تزويد القوات المحاصرة في التطويق بما لا يقل عن 680 طن متري من المؤن يوميًّا، ولم يكن باستطاعة قوات اللوفتفافه المستنفذة تنفيذ هذه المهمة. بالإضافة إلى ذلك، مثلت القوات الجوية السوفيتية المحدثة تهديدًا للطائرات الألمانية التي تحاول الطيران فوق منطقة التطويق. تمكنت اللوفتفافه من جمع 500 طائرة، لم يكن هذا كافيًا لإيصال المؤن اللازمة للجيش السادس ولعناصر من الجيش الرابع بانزر. تلقى الجيش السادس أقل من 20% من متطلباته اليومية.
في هذه الأثناء، سعى الجيش الأحمر إلى تقوية الطوق الخارجي بقصد تدمير القوات الألمانية المطوقة. وكانت الخطة هي أن تقوم الجيوش السوفيتية بمهاجمة الوحدات الألمانية في الشرق والجنوب، بهدف تقسيم تجمعات الوحدات الألمانية إلى مجموعات أصغر. أصبحت هذه الأوامر نافذة يوم 24 نوفمبر، وكان من المقرر تنفيذها دون إعادة تجمع كبرى للقوات أو تحريك الاحتياط. امتد الطوق الخارجي لمسافة 320 كلم، إلا أنه في الواقع كان الجنود السوفييت يغطون ثلاثة أرباع هذه المسافة فقط؛ كانت المسافة بين الطوقين الداخلي والخارجي 16 كلم. شرعت القيادة السوفيتية العليا في التخطيط لعملية زحل الصغير، التي كان هدفها تدمير الجيش الثامن الإيطالي وحصر القوات الألمانية في القوقاز. حددت ستافكا يوم 10 ديسمبر موعدًا لبدء العملية.
تقسمت القوات الألمانية في منطقة الحصار أكثر وأكثر، إذ تولى الجنرال إريش فون مانشتاين قيادة مجموعة جيوش الدون المشكلة حديثًا، وضم هذا التشكيل الجيش الرابع بانزر والجيش السادس، والجيشين الثالث والرابع الرومانيين. وفيما بدى الوضع متأزمًا بالنسبة للألمان، سادت فترة من الهدوء النسبي بعد انتهاء عملية أورانوس؛ إذ أخذ الطرفان السوفيتي والألماني في التخطيط لخطواتهم التالية.

## هوامش
1. ↑  McCarthy & Syron (2002), p. 131
2. ↑  Glantz (1995), p. 119
3. ↑  Glantz (1995), p. 120
4. ↑  McCarthy & Syron (2002), pp. 135–136
5. ↑  McCarthy & Syron (2002), p. 136
6. ↑  Cooper (1978), p. 422
7. ↑  Clark (1965), p. 239
8. ↑  Clark (1965), p. 241
9. ↑  Clark (1965), p. 242
10. ↑  McCarthy & Syron (2002), pp. 137–138
11. ↑  Glantz (1999), p. 17
12. ↑  Glantz (1999), p. 18
13. ↑  Glantz (1995), pp. 129–130
14. ↑  Glantz (1995), p. 130
15. ↑  Beevor (1998), pp. 225–226
16. ↑  Beevor (1998), p. 226
17. 1 2  McTaggart (2006), pp. 49–50
18. ↑  Cooper (1978), p. 420
19. 1 2  Erickson (1975), p. 453
20. ↑  Erickson, pp. 453–454
21. ↑  Erickson, p. 454
22. 1 2 3  McTaggart (2006), p. 49
23. ↑  McTaggart (2006), p. 48
24. ↑  McTaggart (2006), pp. 48–49
25. ↑  Perrett (1998), p. 17
26. ↑  Perrett (1998), p. 21
27. ↑  Beevor (1998), p. 229
28. ↑  Clark (1975), pp. 240–241
29. ↑  Manstein (1982), p. 293
30. ↑  Glantz (1995), p. 124
31. ↑  Cooper (1978), p. 425
32. ↑  Cooper (1978), pp. 425–426
33. ↑  McTaggart (2006), pp. 50–51
34. 1 2  McTaggart (2006), p. 50
35. ↑  Glantz (1995), p. 134
36. ↑  Glantz (1995), p. 131
37. ↑  Glantz (1995), pp. 131–132
38. ↑  Zhukov، Georgy (1974). Marshal of Victory, Volume II. Pen and Sword Books Ltd. ص. 94–115,120–129. ISBN:9781781592915.
39. ↑  Erickson (1975), p. 456
40. ↑  Erickson (1975), pp. 456–457
41. ↑  Beevor (1998), pp. 226–227
42. ↑  Beevor (1998), p. 227
43. ↑  Erickson (1975), p. 457
44. ↑  Erickson (1975), p. 461
45. ↑  Erickson (1975), pp. 461–462
46. ↑  Beevor (1998), p. 232
47. ↑  Beevor (1998), p. 233
48. ↑  Beevor (1998), p. 234
49. ↑  Erickson (1975), p. 462
50. 1 2 3  McTaggart (2006), p. 51
51. ↑  Glantz (1996), p. 118
52. ↑  Beevor (1998), p. 239
53. ↑  Beevor (1998), pp. 239–240
54. ↑  McCarthy & Syron (2002), p. 138
55. ↑  Beevor (1998), p. 240
56. ↑  McTaggart (2006), pp. 51–52
57. ↑  Erickson (1975), p. 464
58. ↑  Beevor (1998), pp. 240–241
59. ↑  Beevor (1998), p. 241
60. ↑  Erickson (1975), pp. 464–465
61. ↑  McCarthy & Syron (2002), pp. 138–139
62. ↑  McCarthy & Syron (2002), pp. 139–140
63. 1 2  McCarthy & Syron (2002), p. 140
64. ↑  Beevor (1998), p. 245
65. 1 2  Erickson (1975), pp. 465–466
66. ↑  Beevor (1998), pp. 245–246
67. ↑  Glantz (1995), p. 133
68. 1 2  McTaggart (2006), p. 52
69. ↑  Bell (2006), p. 61
70. ↑  McTaggart (2006), pp. 52–53
71. ↑  McTaggart (2006), pp. 53–54
72. ↑  Erickson (1975), p. 466
73. ↑  Erickson (1975), pp. 466–467
74. 1 2  McTaggart (2006), p. 54
75. ↑  Beevor (1998), p. 250
76. ↑  Erickson (1975), pp. 467–468
77. ↑  Beevor (1998), pp. 250–251
78. 1 2  Beevor (1998), p. 251
79. ↑  McTaggart (2006), pp. 54–55
80. 1 2 3  McTaggart (2006), p. 55
81. ↑  Erickson (1975), p. 468
82. ↑  Beevor (1998), p. 252
83. ↑  Beevor (1998), pp. 252–253
84. ↑  Beevor (1998), p. 253
85. ↑  Erickson (1975), pp. 468–469
86. ↑  Beevor (1998), p. 254
87. ↑  Adam، Wilhelm؛ Ruhle، Otto (2015). With Paulus at Stalingrad. ترجمة: Tony Le Tissier. Pen and Sword Books Ltd. ص. 130-131. ISBN:9781473833869.
88. 1 2  Erickson (1975), p. 469
89. ↑  McTaggart (2006), p. 72
90. ↑  Beevor (1998), p. 255
91. ↑  Beevor (1998), pp. 255–256
92. ↑  McCarthy & Syron (2002), pp. 140–141
93. ↑  Beevor (1998), p. 256
94. ↑  Erickson (1975), pp. 469–470
95. ↑  McCarthy & Syron (2002), p. 141
96. ↑  Erickson (1975), p. 470
97. ↑  Beevor (1998), p. 258
98. ↑  Beevor (1998), pp. 258–259
99. ↑  Beevor (1998), p. 259
100. ↑  Beevor (1998), pp. 259–260
101. ↑  Beevor (1998), pp. 260–262
102. ↑  Erickson (1983), p. 2
103. ↑  Erickson (1983), pp. 2–3
104. ↑  Erickson (1983), p. 3
105. ↑  Bell (2006), p. 62
106. ↑  Bell (2006), pp. 62–63
107. ↑  Erickson (1975), pp. 470–471
108. ↑  Erickson (1975), pp. 471–472
109. ↑  Erickson (1983), p. 5
110. ↑  Beevor (1998), pp. 292–293
111. ↑  Beevor (1998), p. 293
112. ↑  Erickson (1983), p. 7
113. ↑  Erickson (1983), pp. 5–7